# Assim que Funciona
Assim que Funciona (título no Brasil) ou Trabalha Assim (título em Portugal) ou The Way Things Work (título em inglês) foi uma série de televisão baseada no livro "The Way Things Work" de David Macaulay.
O programa tem como objetivo ensinar princípios básicos da ciência a jovens espectadores e gira em torno dos moradores da Ilha do Mamute.
A série ganhou a Gold World Award for Children's Programming no New York Festival 2004.